# Wenceslao Franco
Mayor Wenceslao Franco fue un militar mexicano que participó en la Revolución mexicana. Nació en San Juan del Río, Durango. Al parecer fue pariente del general Francisco Villa y de Benedicto Franco, formando parte de su escolta de "Dorados". Murió en el desempeño de una comisión. 